# Lecanora hybocarpa
Lecanora hybocarpa är en lavart som först beskrevs av Edward Tuckerman, och fick sitt nu gällande namn av Brodo. Lecanora hybocarpa ingår i släktet Lecanora och familjen Lecanoraceae.   Inga underarter finns listade i Catalogue of Life.